# Производство опиума в Мьянме

Карта мира основных мировых производителей опиума или героина. На этой карте обозначен регион Золотого треугольника, частью которого является Мьянма.

Производство опиума в Мьянме исторически было основным источником валового внутреннего продукта (ВВП) страны. Мьянма является вторым по величине производителем опиума в мире после Афганистана, производя около 25% мирового опиума. Мьянма входит в «Золотой треугольник». В колониальные времена опиумная промышленность была монополией и с тех пор ею незаконно управляют коррумпированные чиновники бирманских вооруженных сил и оппозиционные правительству повстанцы. Опиумная промышленность используется, в первую очередь, как основа для изготовления героина.
Производство в основном сосредоточено в штатах Шан и Качин. Из-за бедности производство опиума привлекательно для бедных фермеров, поскольку финансовая отдача от опийного мака в 17 раз больше, чем от риса. Урожай в 2012 году составил 690 тонн на сумму 359 миллионов долларов США.

## История
Опиум присутствует в Мьянме с 1750-х годов, когда у власти была династия Конгбауг. В 1948 году Соединенные Штаты предоставили экономическую помощь стране, тогда известной как Бирма, для сокращения торговли опиумом. В период с 1974 по 1978 год Бирма получила из США восемнадцать вертолетов для перехвата караванов с опиумом. В 1990 году Мьянма производила более половины мирового опиума. К 1998 году этот показатель снизился до трети. В 1999 году страна сообщила о намеченной цели избавиться от опиума к 2014 году.
По данным Управления Организации Объединенных Наций по наркотикам и преступности, согласно оценкам, в 2005 году здесь было около 167 квадратных миль (430 км2) , предназначенных для выращивания опиума. Согласно отчёту Организации Объединенных Наций, с тех пор посевы опиумного мака ежегодно увеличивались и по состоянию на 2012 год составили примерно 510 квадратных километров (200 кв. миль). Торговля сокращается, и с 1998 года производство в Мьянме в целом упало примерно на 83% по сравнению с 2012 годом. Только в 2012 году около 240 квадратных километров (93 кв. миль) посевов мака были уничтожены, но, согласно недавним исследованиям, общая тенденция состоит в устойчивом росте производства.
В Мьянме по состоянию на 2012 год в отрасли было задействовано около 300 000 домашних хозяйств. По состоянию на 2012 год в Китае было зарегистрировано более 1,1 миллиона наркоманов, и на его долю приходилось более 70 процентов всего потребления героина в Азиатско-Тихоокеанском регионе. В 2012 году Мьянма произвела 690 тонн на сумму около 359 миллионов долларов.
Мьянма также является одной из трёх стран золотого «треугольника», где вместе с Таиландом и Лаосом производство опиума составляло около 50% мирового потребления в 1990 г., но к 1998 г. сократилось примерно до 33%. Мьянма, входящая в этот треугольник, считается регионом беззакония.

## Производство
Мьянма является вторым по величине производителем опиума в мире после Афганистана, производя его около 25% от мирового производства. Однако в прошлом страна была «непревзойдённым мировым лидером по производству опиатов». Китай является наиболее важным рынком для бирманского опиума из-за роста героиновой зависимости в стране.
По данным Центрального разведывательного управления (ЦРУ) в 1956 году, в годовом исчислении производство опиума в стране оценивалось примерно в 150 тонн. Однако в 2012 году оно было зафиксировано на уровне 690 тонн с оценочной стоимостью около 359 миллионов долларов из-за увеличения спроса в течение последних шести лет в Азии.
Всего за один год с 2011 по 2012 год посевные площади под опиум выросли с 40 000 га до 51 000 га, то есть на 17%.

## Транспортировка наркотиков
До 80-х годов прошлого века героин обычно перевозился из Мьянмы в Таиланд, а затем переправлялся по морю в Гонконг, который был и остается основным транзитным пунктом, через который героин поступает на международный рынок. Теперь незаконный оборот наркотиков перешёл на юг Китая (Юньнань, Гуйчжоу, Гуанси, Гуандун) из-за растущего рынка наркотиков.

## Бирманская экономика и опиум
Известность крупных торговцев наркотиками позволила им проникнуть в другие секторы бирманской экономики, включая банковское дело, авиалинии, гостиничный бизнес и инфраструктуру. Их вложения в инфраструктуру позволили им получать большую прибыль, облегчить торговлю наркотиками и отмывание денег.
Из-за непрекращающихся восстаний в сельских районах Мьянмы у многих фермеров нет альтернативы, кроме как заниматься производством опиума, который используется для производства героина. Большая часть денег, вырученных от продажи опиума, идет в карманы наркобаронов; оставшаяся сумма используется для поддержания средств к существованию фермеров. Специалисты по экономике указывают, что недавние тенденции роста могут увеличить разрыв между богатыми и бедными в стране, расширяя возможности преступного рэкета в ущерб демократии.

## Программа искоренения
С установлением демократического правительства  есть надежда, что искоренение опиума станет серьёзной государственной политикой. Новое правительство предприняло шаги по реформированию системы. Как объясняется в отчете ООН, «из-за возрождения производства опиума в Юго-Восточной Азии возникает спрос на опиаты как на местном уровне, так и в регионе в целом».
В правительственных отчётах утверждается, что в 2012 году вырубка посевов мака увеличилась в четыре раза и составила 24 000 га посевов мака. По данным Управления ООН по наркотикам и преступности (УНП ООН), посевы опийного мака выросли на 17 процентов, что является самым высоким ростом за восемь лет.